# Маунт Ер (Ајова)
Маунт Ер (енгл. Mount Ayr) град је у америчкој савезној држави Ајова. По попису становништва из 2010. у њему је живело 1.691 становника.

## Демографија
Према попису становништва из 2010. у граду је живело 1.691 становника, што је -131 (-7.2%) становника више него 2000. године.
| Група             | 2000.         | 2010.         |
| Белци             | 1.796 (98,6%) | 1.647 (97,4%) |
| Афроамериканци    | 0 (0,0%)      | 1 (0,1%)      |
| Азијати           | 5 (0,3%)      | 11 (0,7%)     |
| Хиспаноамериканци | 8 (0,4%)      | 27 (1,6%)     |
| Укупно            | 1.822         | 1.691         |